# 哈曼普里特·辛格
哈曼普里特·辛格（英語：Harmanpreet Singh，1996年1月6日—），印度男子曲棍球运动员，2018年亚洲运动会男子曲棍球铜牌得主、2020年夏季奥运会男子曲棍球铜牌得主、2022年亚洲运动会男子曲棍球金牌得主。